# Самородный теллур
Саморо́дный теллу́р (лат. Tellurium natuum, nativum, краткий символ Te), иногда также сильва́н (устар.) — относительно редкий минерал из класса самородных элементов, представляющий собой природный теллур, полуметалл с характерным оловянно-белым металлическим блеском. Чаще образует плотные массы, тонкозернистые агрегаты и вкрапленники, реже дендриты; ещё реже удаётся найти мелкие призматические кристаллы. Обычно содержит небольшую примесь золота и железа.
Самородный теллур представляет собой гидротермальный минерал, для которого характерна ассоциация с самородным золотом, теллуридами золота и серебра, галенитом и алабандином. Чаще всего сильван можно встретить в месторождениях, где находится также пирит, сильванит и другие теллуриды, а также самородное золото и кварц.

## Состав
Как правило, содержание элементарного теллура в самородном теллуре высокое или очень высокое, иногда его можно отнести к редким в природе химически чистым минералам:307. По анализам редкого образца самородного теллура из трансильванской руды, выполненным ещё Мартином Клапротом в 1802 году, в нём содержалось 92,55 % теллура, 7,20 % желѣза и 0,25 % золота:148-149.
Кроме самых распространённых примесей железа и золота, самородный теллур может содержать также смежные с ним теллуриды, селен и висмут. Некоторые образцы характеризуются повышенным содержанием самородной серы:28. С другой стороны, в исключительных случаях встречаются и такие образцы, содержание теллура в которых достигает даже 100 %:249.
Анализы самородного теллура нередко дают указания на характерные для него примеси, про которые трудно утверждать, что они не носят механического характера. К числу таковых принадлежит, например, часто находимое в самородном теллуре золото, которое попадает в него, вероятно, механически, благодаря образованию самородного теллура из теллуристых минералов золота. Того же происхождения и примесь железа. С другой стороны, сам по себе факт существования в природе редкого минерала селенистого теллура указывает на вероятность изоморфной подмеси селена и в самородном теллуре:307.
В свою очередь, самородный теллур нередко встречается в качестве примеси в других минералах, прежде всего, в тех же теллуридах и самородном золоте. Также теллур входит в число наиболее распространённых примесей в самородном висмуте:300.

## История открытия
Типовым месторождением, где самородный теллур был обнаружен впервые, являются рудники Мариахильф в горах Фацебая, ныне Фаца Бэй, в районе Златна, жудеца Альба в румынской Трансильвании. Первые найденные образцы относятся к 1783 году, их собрал Франц Йозеф Мюллер фон Райхенштейн, который проанализировал их, после чего у него возникли подозрения, что у него в руках оказался новый, прежде неизвестный химический элемент. Он сообщил о своих подозрениях Торберну Бергману, надеясь, что он продолжит химический анализ этого, как ему казалось, нового самородного элемента или простого тела, которое ему удалось обнаружить в трансильванской руде. Одновременно Райхенштейн сообщил о своих сомнениях, не сурьма ли это. Однако в случае с Бергманом ему не повезло. По всей видимости, в момент обращения он был уже сильно болен и, не успев заняться новым элементом, в следующем году умер. Столкнувшись с очередной неудачей, Райхенштейн сначала охладел к своему предположению, а затем — взялся за другую тему.
В 1789 году молодой венгерский химик Пауль Китайбель, узнав о подозрениях Райхенштейна, подхватил его предположение о новом элементе и решил продолжить исследования. Он располагал некоторым количеством трансильванской серебряной руды, из которой, вероятно, ему удалось выделить какие-то теллуриды висмута и, попутно, сильванит. Однако получить в чистом виде новый элемент он не смог. Только в 1798 году Мартин Генрих Клапрот решил продолжить опыты Китайбеля, чтобы уточнить свойства природного простого тела. Его опыты увенчались успехом. Он дал простому телу название теллур и сделал вывод, что оно не связано ни с одним известным химическим элементом. Минералогическое описание самородного теллура из редкого трансильванского образца, содержащего 92 % Те, 7,2 % железа и 0,25 % золота, последовало в 1802 году.

## Характеристика и свойства
В кристаллической форме самородный теллур имеет металлический блеск, непрозрачен. Черта и цвет — оловянно-белые до серовато-стального. Имеет совершенную спайность по {101–0}. Твёрдость по шкале Мооса — 2 и немного выше (до 2,5). Легкоплавкий, самородный теллур легко горит и улетучивается с зелёным пламенем, сгорает без остатка. На угле даёт белый налёт; в открытой паяльной трубке сильно дымит, даёт белый налёт диоксида теллура (ТеO2), который постепенно сплавляется в капли. Нагретый с концентрированной серной кислотой, даёт раствор очень красивого пурпурового цвета; при разбавлении водой цвет быстро исчезает и выпадает осадок чёрного порошка теллура. Соляная кислота на самородный теллур не действует:308.

## Условия образования

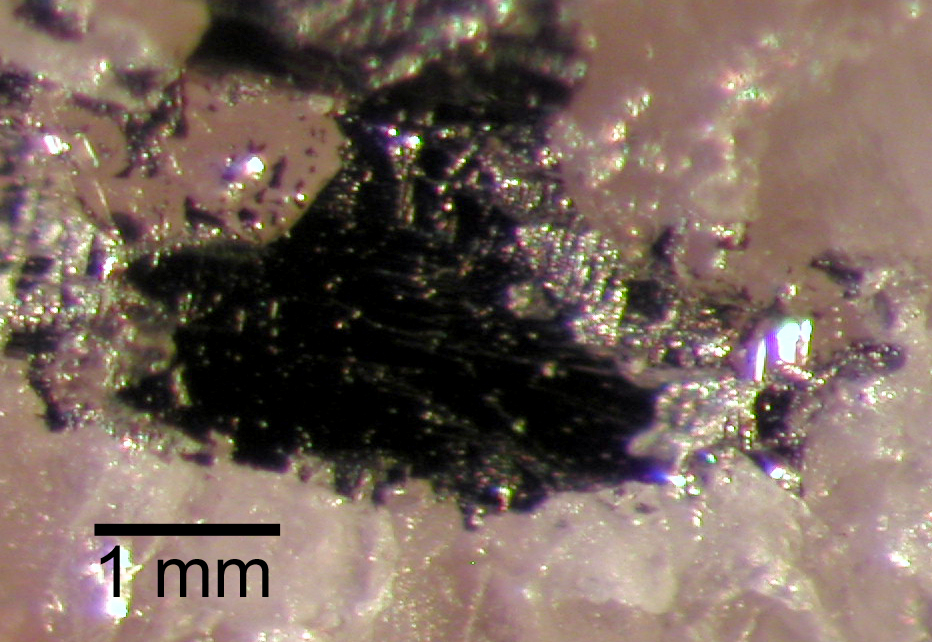
Самородный теллур (Сонора, Мексика)

Самородный теллур в подавляющем большинстве случаев представляет собой гидротермальный минерал. Подобно многим другим самородным элементам, это минерал земной поверхности. Иногда он встречается в форме первичных выделений. Месторождения бывают двух типов. Чаще всего самородный теллур выпадает в прямой связи с горячими водными растворами (без непосредственного происхождения от теллуристых минералов). Однако в ряде случаев он является вторичным продуктом разложения богатых теллуром соединений, природных теллуридов, прежде всего, сильванита:308.
Как следствие, для самородного теллура характерна ассоциация с самородным золотом, теллуридами золота и серебра, галенитом, алабандином и другими минералами, присутствие которых характерно для золотоносных и теллуроносных месторождений.

## Месторождения
Вместе с сопутствующими минералами самородный теллур встречается в золотоносных и теллуроносных районах Трансильвании, Западной Австралии, Канады и Колорадо (США). Сравнительно крупные кристаллы встречаются редко, к примеру, в рудниках Балия, Малая Азия были найдены разности до 3 см. В Румынии самые известные месторождения: Фата-Баи, Элатна, Руда и Бая-де-Аруеш. В США Крипл-Крик (Колорадо) и в округе Калаверас (штат Калифорния). В Мексике найден в штате Сонора; особенно известны крупными кристаллами теллура золотоносные месторождения острова Фиджи, в частности, Ватукоула. В России до первой трети XX века самородный теллур замечен не был:308.
В советские времена самородный теллур диагностировали на многих золотоносных месторождениях, содержащих теллуриды. В частности, в Центральной Карелии (Сегежский район), а также Челябинской, Кемеровской и Свердловской областях. Обнаружен самородный теллур на золото-серебряном месторождении Прасоловское (остров Кунашир).